# Ageneiosus brevis
Ageneiosus brevis es una especie de pez de la familia Auchenipteridae en el orden de los Siluriformes.

## Morfología
• Los machos pueden llegar alcanzar los 16 cm de longitud total.

## Distribución geográfica
Se encuentran en Sudamérica:  cuenca del río Amazonas.